# Руса II
Руса II (Урса) или Руса, сын Аргишти — царь Урарту, правивший около 685—639 годов до н. э., сын царя Урарту Аргишти II. Руса известен благодаря своим сохранившимся надписям, повествующим, в основном, о его строительных достижениях, а также благодаря упоминанию в надписях ассирийских царей Асархаддона и Ашшурбанапала, современником которых он был. Носил титул «Царь могущественный, царь великий, царь вселенной, царь страны Биаинили, царь царей, правитель Тушпа-города».

## Восстановление государства
Независимое Урартское государство при Русе, сыне Аргишти, не только продолжило существовать, но и, как показали археологические исследования, постепенно усиливалось. Клинописные надписи Русы II свидетельствуют о размахе строительства и укреплении мощи Урарту, что дало некоторым историкам повод назвать этого царя подлинным «реставратором Ванского царства». О культурном возрождении Урарту в этот период свидетельствуют археологические открытия в Кармир-Блуре (урартский город-крепость Тейшебаини), Адилджевазе (крепость Кефкалеси на северном берегу озера Ван) и Топрах-Кале (город Русахинили).
Во время раскопок урартского города Русахинили в Топрах-кале, помимо развалин жилых зданий, были обнаружены руины храма и дворца. При раскопках храма был найден декоративный бронзовый щит с посвятительной надписью («Богу Халди, своему владыке, этот щит Руса, сын Аргишти, посвятил ради жизни. Величием бога Халди Руса, сын Аргишти, царь могущественный, правитель Тушпа-города»), свидетельствующий о том, что храм был построен по указанию Русы II. Восточнее озера Ван, возле искусственного озера Кешиш-Гёль была найдена стела с надписью царя Русы, повествующей о создании этого искусственного озера («озеро Русы») и канала для снабжения водой «города Русы» (Русахинили), построенного этим царём. Однако, поскольку Кешиш-Гёльская надпись не содержит патроним Русы, мнения исследователей относительно идентификации данного урартского царя разделились: ряд учёных (В. Бельк, Леман-Гаупт, Н. В. Арутюнян, Г. А. Меликишвили) высказывались в пользу того, что надпись принадлежит Русе I, однако другие исследователи (Ч. Берни) считают, что её автором является Руса II.
По мнению Чарльза Берни, именно Руса II, а не Руса I, был основателем Русахинили и, соответственно, именно он создал искусственное «озеро Русы» (Кешиш-Гёл) и провёл от него канал для снабжения нового города водой. Берни предполагает, что город-крепость Русахинили был построен Русой II в качестве его новой столицы, поскольку Тушпа в то время пребывала в руинах после нашествия ассирийских войск Тиглатпаласара III в 735 году до н. э., а предыдущие правители Урарту — Руса I и Аргишти II — использовали в качестве столицы какой-то другой город. По утверждению Берни, нет никаких доказательств существования Русахинили до эпохи Русы II.
Другая внушительная крепость из крупного сырцового кирпича на каменном цоколе, двор которой занимал площадь около 4 гектаров, была возведена Русой II на холме Кармир-Блур, возвышающемся на юго-западной окраине современного Еревана. У южного и западного подножья холма был построен укреплённый город, получивший название Тейшебаини («город бога Тейшебы»). По мнению Б. Б. Пиотровского, характер городских зданий свидетельствует о строительстве города по общему плану. Во вновь построенный город Руса переселил жителей, доставленных из других мест. О строительстве города именно Русой, сыном Аргишти, свидетельствуют несколько надписей с его именем на каменных и бронзовых строительных элементах городских зданий. Надпись на базальтовых блоках, обнаруженная в 1962 году в верхних слоях одного из зданий, повествует о возведении в городе культовых сооружений:

Богу Халди, своему владыке, этот susi Руса, сын Аргишти, построил, а также величественные (?) ворота бога Халди города Тейшебаини страны Аза он воздвиг (и) посвятил богу Халди. Руса говорит: скала (?) была крутой (?), земля — пустынной; ничего здесь не было построено. Когда мне бог Халди царство дал и я воссел на наследственное царственное место, эти величественные (?) ворота бога Халди я построил. Со стороны бога Халди, со стороны ворот бога Халди да будет жизнь, радость, величие, а также сила, милость (и) могущество Русе, сыну Аргишти, царю могущественному, царю (многих) стран, царю страны Биаинили.

Надпись на стеле из армянского храма Звартноц близ Эчмиадзина, которая, по мнению Б. Б. Пиотровского, была когда-то привезена туда из равнины, расположенной напротив Кармир-Блура, повествует об интенсивной ирригационной деятельности Русы II в районе Тейшебаини. По приказу Русы, от реки Илдаруниа (очевидно, современная Раздан) был проведён ирригационный канал под названием Умешини, вероятно, ставший одним из основных водных источников в долине Куарлини напротив Кармир-Блура. Сохранившийся до наших дней, неоднократно перестраивавшийся, канал Умешини представляет собой большой тоннель, прорытый в толще андезито-базальтовых скал, и сегодня является частью Эчмиадзинского канала. Кроме того, в указанной надписи Руса рассказывает об устройстве в ранее пустынной долине Куарлини виноградников, фруктовых садов и полей с посевами.
|                                                                     |  |                           |
| Оплывшие кирпичные стены крепости Тейшебаини на каменном фундаменте |  | Развалины крепости Бастам |

Для защиты от военной угрозы с востока от недавно возникшего Мидийского царства Руса II приказал возвести к востоку от озера Урмия несколько крепостей, в частности, мощный город-крепость Бастам в 85 км юго-восточнее современного Меренда. Город был построен в холмистом районе, в окружении гор, у ныне высохшего русла реки Селе. На самой высокой точке холма располагалась монументальная цитадель, а у подножия холма раскинулись жилые кварталы и объекты военного назначения. Судя по всему, этот город просуществовал недолго и был разрушен ещё при жизни Русы.

## Внешняя политика
В ассирийских источниках Руса впервые упоминается в отчёте царя Асархаддона богу Ашшуру о своём походе на царство Шубрия около 673 года до н. э. Ассирийский царь указывает, что всех обнаруженных в Шубрии беглых урартов он вернул урартскому царю Русе, который ранее безрезультатно требовал их возвращения от царя Шубрии. В следующий раз Руса II упоминается в запросе Асархаддона к оракулу бога Шамаша относительно возможности нападения урартов и киммерийцев на Шубрию, находившуюся уже в составе Ассирии. Кроме того, в одном из отчётов Ашшурушаллима царю Асархаддону, помимо прочего, докладывается об организации наблюдения на границах с Урарту. Таким образом, в период правления Асархаддона и Русы II Ассирия и Урарту мирно сосуществовали, избегая открытых военных столкновений.
Совместное упоминание в запросе Асархаддона к оракулу Шамаша урартов и киммерийцев в своё время дало повод ряду советских учёных (в частности И. М. Дьяконову, Г. А. Меликишвили, Н. В. Арутюняну) сделать вывод о существовании в тот период военно-политического союза между Русой II и киммерийцами. Сохранилась надпись на камне, происходящем, вероятно, из развалин урартской крепости Кефкалеси в 4-5 км западнее Адилджеваза, упоминающая о военном походе Русы II на запад:

Руса... (Руса), сын Аргишти, говорит: я угнал женщин из вражеской страны... народ (?) стран Мушкини, Хате, Халиту... этой крепости, а также городам, которые (окружают ?) эту (крепость?)... к этой крепости я присоединил. Пусть никогда... пусть чему-нибудь из этих предметов (созданий) не (повредит кто-нибудь и т. д.)... Руса, сын Аргишти, говорит: бог Халди даровал(?) мне... Для бога Халди я эти деяния (совершил)... Величием бога Халди Руса, сын Аргишти, царь могущественный, царь (великий?)... царь страны Биаинили, царь стран, правитель (Тушпа-города).

Упоминание в данной надписи стран Мушкини (Мушки), Хате, Халиту позволило Г. А. Меликишвили утверждать, что в 676—675 годах до н. э. Руса II совместно со своим союзником, царём киммерийцев Тугдамме, совершил большой поход в Малую Азию против Фригии, Мелида и страны халдов, что привело к гибели Фригийского царства. Возражая против этой версии событий, Ч. Берни отметил, что хотя упоминание племён мушки и хаттов в надписи Русы и свидетельствует о его кампаниях в западном направлении, нахождение этих племён во Фригии и Каппадокии маловероятно и нет достаточных оснований предполагать, что в этот период урартские войска продвинулись на запад дальше, чем раньше. Также маловероятно, по мнению Берни, что Руса II установил свой контроль над черноморским побережьем в районе Трабзона, где в то время проживали халды. Даже если мушки и жили во Фригии, то далеко не всегда, а отождествление вождя мушков Мита с царём Фригии Мидасом недостаточно хорошо документировано, чтобы на его основании можно было сделать вывод о том, что царство, существовавшее в тот период вокруг долины Сакарьи на северо-западе Малой Азии, и страна мушков из ассирийских или урартских источников — суть одно и то же.
Судя по всему, относительно мирные отношения Руса II сохранял и со следующим ассирийским царём Ашшурбанапалом. На одном из рельефов дворца Синаххериба в Ниневии изображён приём Ашшурбанапалом послов царя Урарту, имевший место вскоре после победы ассирийского царя над Эламом около 654 года до н. э. Подпись к рельефу гласит:

Я — Ашшурбанапал, царь Ассирии, который в надежде на Ашшура и Иштар, моих владык, покорил своих врагов и удовлетворил своё сердце. Руса́, царь Урарту, услыхал о силе Ашшура, моего владыки, и страх перед моей царственностью охватил его, и послов (?) своих он послал в Арбелу для вопрошения о моём благополучии. Я поставил им в пример (?) Набудамика и Умбадару, послов (?) Элама, прибывших с письмом, содержавшим дерзкое послание.

Речь в этом тексте идёт о простом дипломатическом акте, предпринятом независимым царством Урарту по отношению к своему более могущественному соседу. Очевидно, в период правления Ашшурбанапала и Русы II, в ситуации, когда киммерийские и скифские орды свободно бродили как по урартским, так и по ассирийским территориям, совершая опустошительные набеги, Ассирия и Урарту вынуждены были придерживаться некоего подобия взаимного мира и дипломатического общения.
- Надпись Русы II, повествующая об основании города бога Халди и о походах в страны Мушкини, Хате, Халиту
- Надпись Русы II, повествующая о сооружении храма бога Халди в Тейшебаини